# Bánfa
Bánfa je vas na Madžarskem, ki upravno spada pod podregijo Szigetvári Županije Baranja.